# 도마뱀자리 EV
도마뱀자리 EV(EV Lacertae)는 도마뱀자리에 있는 적색 왜성으로, 지구에서 16.5광년 떨어져 있다. 이 별은 도마뱀자리에 있는 별들 중 지구에서 가장 가까운 별이다. 그러나 이 별의 겉보기 등급은 +10으로 쌍안경으로도 겨우 보일 수준이다.
2008년 4월 25일 미국 항공우주국의 스위프트 위성은 도마뱀자리 EV에서 기록적인 규모의 플레어가 방출되는 것을 포착했다. 미국 항공우주국은 이 결과를 2008년 5월 20일 발표했다. 이 플레어의 힘은 지금까지 관측된 가장 강한 태양 플레어보다 수천 배나 더 강한 규모로, 원자폭탄 위력의 수백만 배 이상에 해당된다. 이 별은 지구에서 태양에 비하면 훨씬 더 멀리 떨어져 있기 때문에 태양 플레어처럼 밝게 보이지는 않았다. 그러나 만약 이 별이 플레어가 폭발한 순간에 하늘에서 관찰할 수 있는 부분에 자리잡고 있었다면 맨눈으로도 보였을 수준이었다. 도마뱀자리 EV의 플레어는 태양 플레어를 제외하고 지금까지 관측된 플레어 현상 중에서 가장 밝았다. NASA 고다드 우주비행센터의 레이첼 오스텐은 "작고 어린 별임에도 불구하고 괴물같은 에너지를 뿜는다. 이 별의 플레어는 생명체가 살 수 있을 법한 행성의 대기를 날려 버릴 수 있을 것이다."라고 말했다.
도마뱀자리 EV는 태양보다 훨씬 더 젊고, 자전주기는 4일이다. 빠르게 돌고 있는데다 내부 대류층의 존재로 인하여 이 별의 자기장은 태양의 100배에 이른다. 전문가들은 강력한 자기장의 존재가 이처럼 큰 플레어 폭발을 가능케 한 원동력으로 보고 있다.틀:풀기;출처

## 같이 보기
- 태양 플레어
- 적색 왜성